# Orange County (New York)
Orange je okres (county) amerického státu New York založený v roce 1683. Správním střediskem je sídlo Goshen s 28 345 obyvateli v roce 2006.
Počet obyvatel: 376 392 (v roce 2006), 341 367 (v roce 2000)
Ženy: 49,7 % (v roce 2005)

## Sousední okresy
- sever – Ulster
- severovýchod – Dutchess
- východ – Putnam
- jihovýchod – Rockland, Westchester
- jih – Passaic (New Jersey)
- jihozápad – Sussex (New Jersey)
- západ – Pike (Pensylvánie)
- severozápad – Sullivan